# Gourmet
O termo gourmet (do francês gourmet: 'aquele que sabe degustar e apreciar vinhos e comidas finas'), originalmente, referia-se ao conhecedor e apreciador de vinhos. Por extensão, passou a designar também o indivíduo apreciador da qualidade e do refinamento da comida. Em português, é frequentemente usado como adjetivo, aplicando-se, por exemplo, a restaurantes que servem alimentos e bebidas requintados, ligados à chamada haute cuisine ('alta cozinha').  Assim, diz-se que um restaurante é gourmet quando, supostamente, serve comida mais elaborada, feita com ingredientes de alta qualidade e destinada a consumidores dispostos a pagar caro por uma refeição, seja pela sua qualidade superior, seja em razão do prestígio social que deriva do consumo suntuário. Nessa linha, o alto preço pode ser um atrativo a mais para o consumidor sofisticado ou que busque novidades.[carece de fontes?]
O termo também é usado, em português, para adjetivar qualquer produto alimentar que se caracterize pela especial qualidade dos seus ingredientes, combinados de forma a realçar o seu sabor. A qualidade inerente ao produto não se limita ao seu paladar, sabor ou aroma, podendo distinguir-se pela sua forma de produção, embalagem, originalidade, raridade, idade ou pelo tipo de matéria-prima usada na sua confecção. Mas o uso indiscriminado do termo gourmet, pela indústria e comércio de alimentos e bebidas, a acabou por esvaziar o seu sentido inicial, despertando certa descrença por parte do consumidor. No Brasil, o termo também entrou no jargão dos corretores de imóveis, para qualificar as varandas de apartamentos equipadas com churrasqueira - as chamadas "varandas gourmet". Nos anos 2010, essas varandas tornaram-se também espaços destinados a panelaços de protestos (ditos "panelaços gourmet"), organizados on line por integrantes da alta classe média (chamados "revoltosos das varandas gourmet").